# The Life Pursuit
The Life Pursuit és un àlbum de la banda escocesa de twee pop Belle & Sebastian. Ha estat el més venut de la trajectòria de la banda, arribant al número 8 de les llistes britàniques i al 65 de les nord-americanes.

## Track listing
(Totes les cançons escrites per Belle and Sebastian)
1. "Act of the Apostle" – 2:55
2. "Another Sunny Day" – 4:04
3. "White Collar Boy" – 3:20
4. "The Blues Are Still Blue" – 4:08
5. "Dress Up in You" – 4:23
6. "Sukie in the Graveyard" – 3:00
7. "We Are the Sleepyheads" – 3:33
8. "Song for Sunshine" – 4:06
9. "Funny Little Frog" – 3:08
10. "To Be Myself Completely" – 3:17
11. "Act of the Apostle II" – 4:20
12. "For the Price of a Cup of Tea" – 3:19
13. "Mornington Crescent" – 5:40

## Màxima posició a les llistes
| Llista     | Posició |
| ---------- | ------- |
| Regne Unit | 8       |
| EUA        | 65      |
| Canadà     | 47      |
| Suècia     | 20      |
| Àustria    | 60      |
| Suissa     | 56      |
| Austràlia  | 48      |